# كورجون خريفي
كورجون خريفي (الاسم العلمي:Coregonus autumnalis) (بالإنجليزية: Arctic cisco)‏ هو نوع من الأسماك يتبع جنس الكورجون من فصيلة سمك السلمون.